# 阿爾特維斯

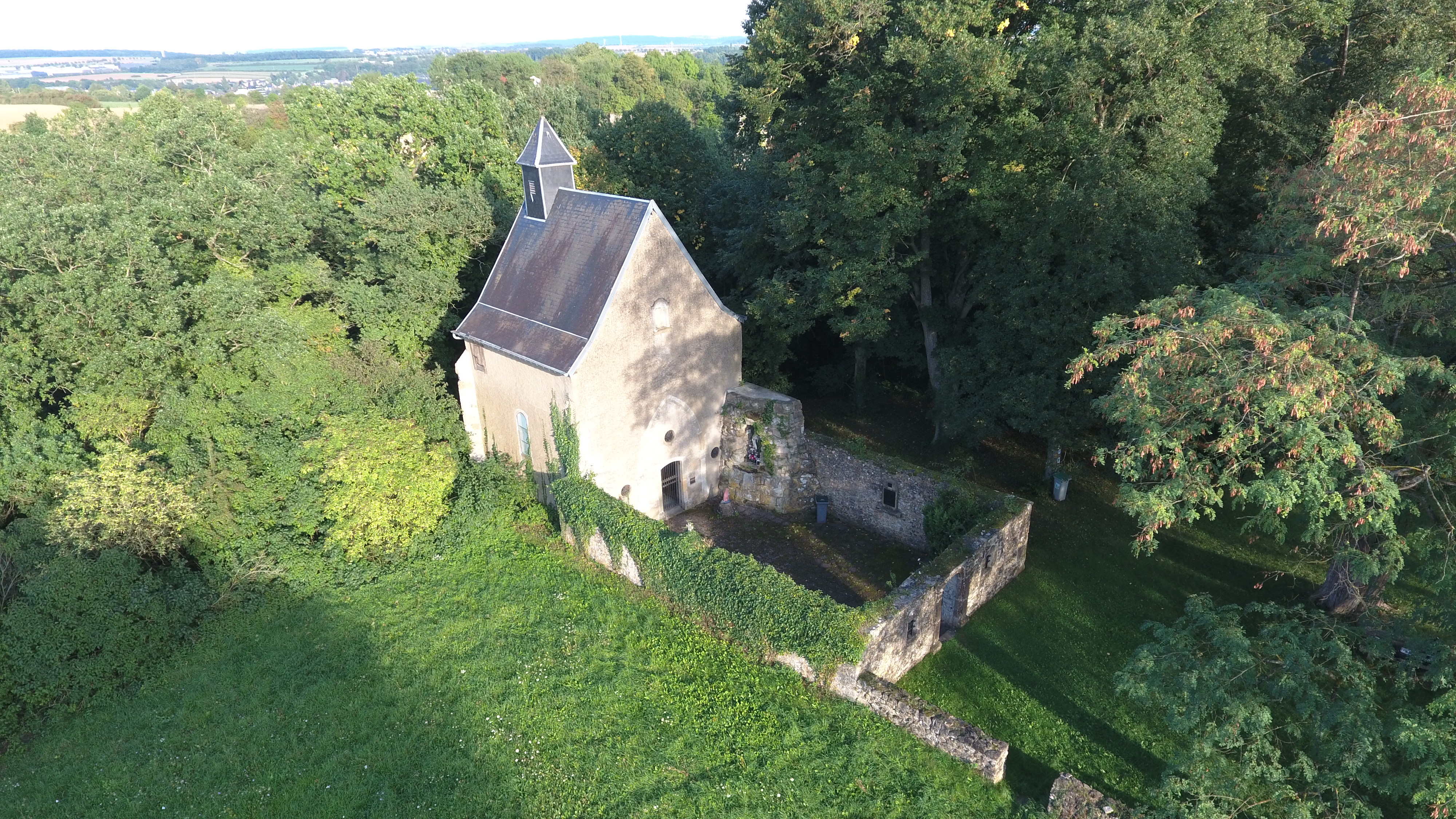

阿爾特維斯是瑞士的城鎮，位於該國中部，由琉森州負責管轄，面積2.92平方公里，六成半土地是農業用地，海拔高度484米，2011年人口397，人口密度每平方公里136人。